# Bon Débarras
pour le film québécois, voir Les Bons Débarras.
Bon Débarras est un trio de musique traditionnelle québécois. Fondé en 2006 par Dominic Desrochers, Jean-François Dumas et Luzio Altobelli, le groupe s’est formé au fil de nombreuses éditions de l’événement Noël dans le parc à Montréal.

## Historique
Un premier album, basé essentiellement sur un travail de recherche et de collecte, parait en 2009.
L’album Errance (2013), marque l’arrivée du contrebassiste Cédric Dind-Lavoie au sein du trio, en remplacement de Luzio Altobelli. On y trouve davantage de pièces originales qui s’inspirent des traditions musicales de l’Amérique francophone.
Avec son album En panne de silence (2017), le groupe prend un nouveau virage. En effet, Cédric Dind-Lavoie cède sa place à Marie-Pierre Lecault au violon. L’intégration de ce nouvel instrument accentue la couleur traditionnelle québécoise du répertoire presque complètement original du groupe. 
En 2019, la violoniste Véronique Plasse se joint au trio, en remplacement de Marie-Pierre Lecault. L'album Repères (2020) met en lumière les fondements sur lesquels le groupe s'appuie dans son processus créatif et est marqué par des collaborations en mots (Joséphine Bacon, Gaston Miron, Simon Gauthier, Gilles Vigneault) et en musique (Michel Faubert, Cédric Dind-Lavoie).
En 2023, le groupe célèbre ses quinze ans avec l'album Bon Débarras en famille, rassemblant des pièces marquantes de sont répertoire. Aux membres actuel du trio se joignent tous ceux qui ont fait partie du groupe au fil des années: Luzio Altobelli, Cédric Dind-Lavoie et Marie-Pierre Lecault. L'album est accompagné d'une websérie filmée entre 2020 et 2022.
En 2024, Bon Débarras lance un album jeunesse, J'm'en viens chez vous!. Cet album est accompagné d'un spectacle et d'une websérie qui démystifient avec humour les fondements de la musique traditionnelle québécoise. 

## Formation

### Membres
- Dominic Desrochers (voix, guitare, ukulélé, gigue, percussion corporelle)
- Jean-François Dumas (voix, banjo, guitare, mandoline, podorythmie, harmonica, guimbarde, cajón, podorythmie)
- Véronique Plasse (voix, violon)

### Anciens membres
- Marie-Pierre Lecault (voix, violon, alto)
- Cédric Dind-Lavoie (voix, contrebasse)
- Luzio Altobelli (voix, accordéon)

## Discographie
- 2009 : Bon Débarras
- 2013 : Errance
- 2017 : En panne de silence
- 2020 : Repaires (EP numérique)
- 2020 : Repères
- 2023 : Bon Débarras en famille
- 2024 : J'm'en viens chez vous!

## Prix et distinctions
- 2009 : nomination au Gala de l’ADISQ dans la catégorie Album de l’année – Traditionnel pour l’album Bon Débarras[8]

- 2013 : nomination au Gala de l’ADISQ dans la catégorie Album de l’année – Traditionnel pour l’album Errance[9]

- 2014 : prix Lynda-Lemay – Tournée Granby Europe du Festival international de la chanson de Granby[10]

- 2017 : nomination au Gala de l'ADISQ dans la catégorie Album de l'année - Traditionnel pour l'album En panne de silence

- 2018 : finaliste pour le prix Opus Concert de l’année – musique traditionnelle pour le spectacle En panne de silence[11]
- 2019 : gagnant du prix "Performance - Short Form Music Video" aux Independent Music Awards pour le vidéoclip « En panne de silence »[12]
- 2020 : Prix Beau Dommage - Complicité créatrice de la Fondation SPACQ[13]
- 2021 : RIDEAU, Prix Télé-Québec[14]
- 2021 : Félix Album de l’année – Traditionnel pour l'album Repères au Gala de l'ADISQ[15]
- 2022 : Prix Opus Album de l'année - musique traditionnelle québécoise pour l'album Repères[16]
- 2024 : Prix Opus Concert de l'année - musique traditionnelle québécoise pour le spectacle Repères[17]
- 2024 : nomination au Gala de l’ADISQ dans la catégorie Album de l’année – Jeunesse pour l’album J’m’en viens chez vous ![18]
- 2025 : Prix Opus Production de l'année - jeune public pour le spectacle J'm'en viens chez vous ![19]